# Banazur
Banazur (azerbajdzjanska: Binədərəsi, armeniska: Banadzur, Բանաձուր, ryska: Баназур, armeniska: Banadzor, Բանաձոր) är en ort i Azerbajdzjan.   Den ligger i distriktet Xocavənd Rayonu, i den södra delen av landet, 270 kilometer väster om huvudstaden Baku. Banazur ligger 802 meter över havet och antalet invånare är 143.
Terrängen runt Banazur är lite bergig. Närmaste större samhälle är Fizuli, 19,7 kilometer nordost om Banazur. 
Trakten runt Banazur består i huvudsak av gräsmarker. Runt Banazur är det ganska glesbefolkat, med 48 invånare per kvadratkilometer.